# Край, Рудольф
Рудольф Край (чеш. Rudolf Kraj; род. 5 декабря 1977, Мельник) — чешский боксёр, призёр Олимпийских игр 2000 года, чемпионата мира 2003 года.